# Hâpi
Pour l’article ayant un titre homophone, voir Hâpy.

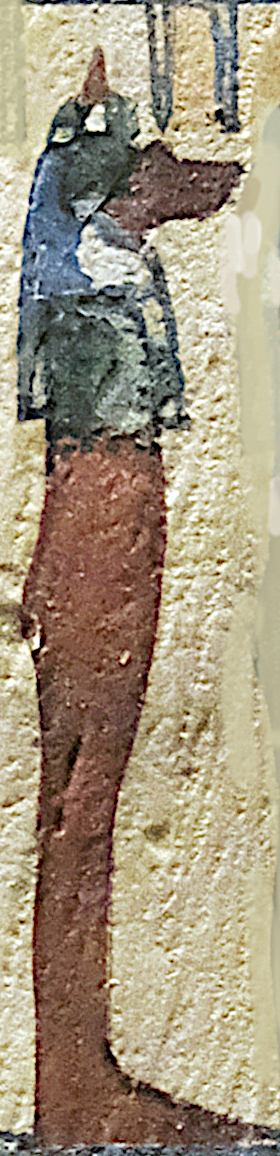
détail du panneau « Irethorrou fait offrande à Osiris, suivi d'Isis et des quatre fils d'Horus : Amset, Hâpi, Kébehsénouf et Douamoutef »,, Musée du Louvre.

Hâpi est une divinité protectrice des poumons des morts. Elle est représentée avec une tête de babouin. Elle est l'un des quatre génies funéraires anthropomorphes appelés les enfants d'Horus. Ils avaient pour mission de garder les viscères du corps du défunt. À partir de la fin de la XVIIIe dynastie, les bouchons des vases canopes sont modelés à l'image des divinités qui les gardent. 
Le vase canope, qui renferme les poumons protégés par Hâpi, possède un couvercle qui représente une tête de babouin. Pour que le pouvoir s'accomplisse et qu'il protège les organes momifiés, ce génie doit être associé à une déesse et à un point cardinal. Pour Hâpi c'est la déesse Nephtys et le nord. La divinité était parfois représentée sous l'aspect d'une momie ou encore en train de marcher.
Les quatre enfants d'Horus représentés sur les vases canopes :
- Amset, protège le foie, avec Isis ;
- Hâpi, protège les poumons, avec Nephtys ;
- Douamoutef, protège l'estomac, avec Neith ;
- Kébehsénouf, protège l'intestin, avec Serket.